# Busta Adama Mickiewicze (Karlovy Vary)
Busta Adama Mickiewicze v Karlových Varech stojí v parku nedaleko parkhotelu Richmond. Původní pomník vznikl v roce 1897, byl však poničen a nahrazen novým, který pochází z roku 1947, dřívější zdroj uvádí rok 1950.
Pomník byl prohlášen kulturní památkou, je památkově chráněn od 3. května 1958, event. 5. února 1964, rejstř. č. ÚSKP 17491/4-896.

## Adam Mickiewicz v Karlových Varech
Polský básník Adam Mickiewicz (1798–1855) navštívil Karlovy Vary pouze jednou, přesto patří mezi význačné návštěvníky města. Během několikadenního pobytu v lázních v roce 1829 zde poznal poslance polského sejmu Romana Soltyka, který se stal živým vzorem pro umělcovu postavu romantického eposu Pan Tadeáš.

## Historie pomníku

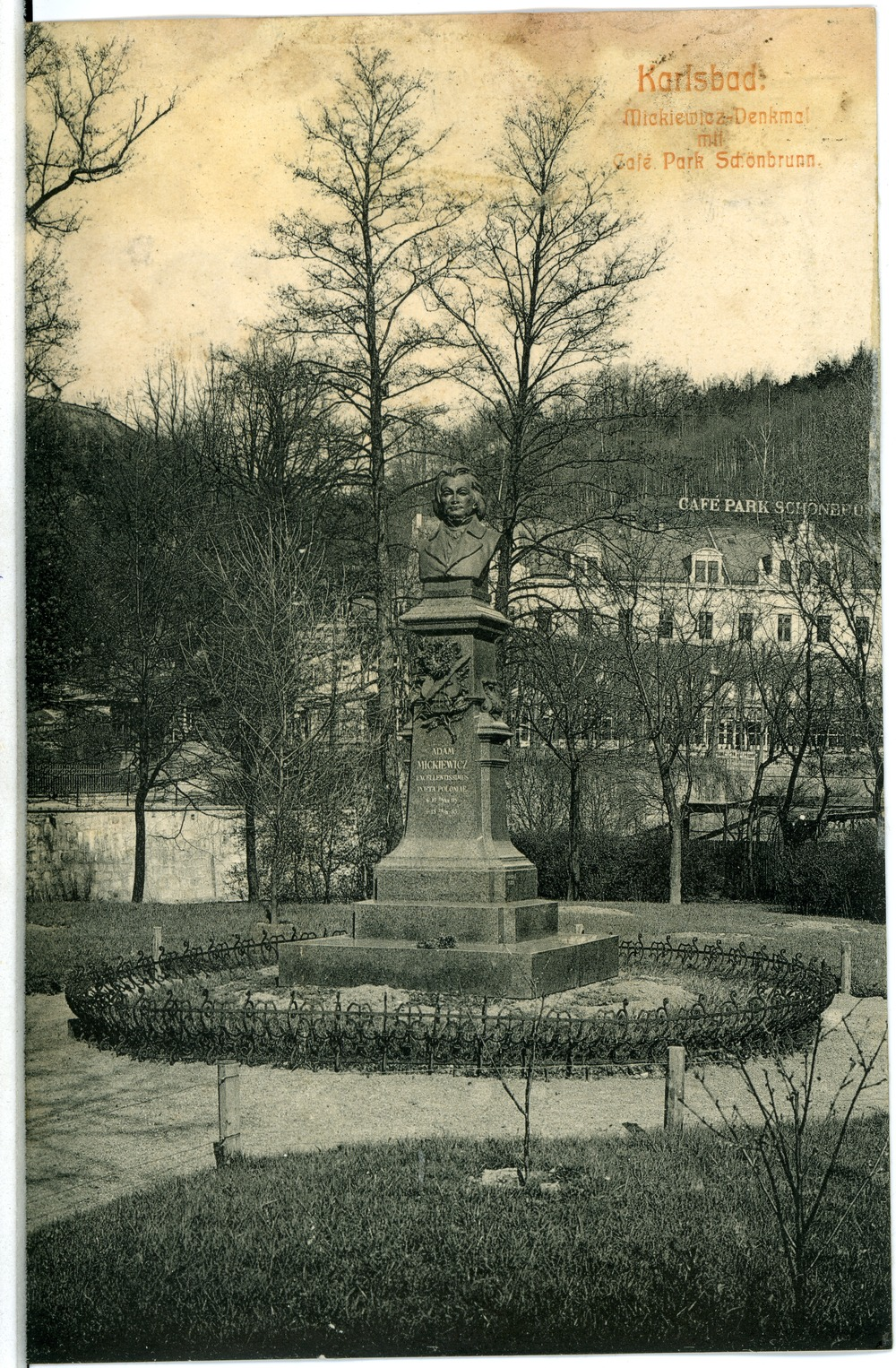
Původní bronzová busta, foto z roku 1903

### Původní pomník
V roce 1897 nechali polští lázeňští hosté, jako připomínku na spisovatelův pobyt v lázních v roce 1829, zřídit v parku před parkhotelem Richmond pomník. Bronzová busta od polského sochaře Tadeusze Barącze byla umístěna na žulovém podstavci, který podle autorova návrhu realizovala firma Jan Cingroš z Plzně. Kolem pomníku byl květinový záhon s nízkým zdobným kruhovým plůtkem.

### Současný pomník
Během první poloviny 20. století byl pomník patrně poničen a všechny bronzové části odlámány. Po druhé světové válce v roce 1947, podle dřívějšího zdroje v roce 1950, byla původní busta nahrazena novou menší a byly doplněny i ostatní bronzové části pomníku, avšak v jednodušším provedení.
Nový pomník je práce karlovarského malíře a sochaře Břetislava Wernera. Nově ztvárněný pomník byl odhalen 17. října 1948.

## Popis pomníku
Bronzová busta básníka, v původním provedení mohutnější, je umístěna na vrcholu dvakrát odstupňovaného hranolového podstavce z leštěné červené švédské žuly s horní profilovanou krycí deskou. Na přední straně soklu bývala umístěna bronzová plastika alegorie umění v podobě harfy, husího brku a kytice. Ta byla při realizaci nového pomníku nahrazena plochým bronzovým reliéfem stejného motivu. Pod reliéfem je na přední straně soklu umístěn latinský nápis zlatým písmem:
ADAM
MICKIEWICZ
EXCELLENTISSIMUS
POETA POLONIAE
* 17  24./XII. 98,
† 18  26./IX. 55.

Na zadní straně soklu je zlacený nápis v polštině:
ADAMOWI
MICKIEWICZOWI
SWEMU WIESZCZOWI
POLACY BAWIACY
W KARLSBADZIE.
1897.

Na postranních pilířkách byly původně umístěny bronzové voluty, ty byly na současném pomníku nahrazeny poplatně době plápolajícími pochodněmi. Ve spodní části levé strany soklu je podpis autora:
J. CINGROŠ
PLZEŇ

Podstavec stojí na jednom hranolovém stupni z neleštěné žuly.